# Madame Arthur
Madame Arthur es un cabaret de París fundado en 1946, conocido por ser el primero en representar un espectáculo con artistas travestis en la ciudad.

## Historia
Madame Arthur fue fundado en 1946 por Marcel Wutsman (conocido como «Monsieur Marcel»), en un local situado en la Rue des Martyrs, en el VIII Distrito de París, tomando el lugar de un antiguo cabaret llamado le Divan Japonais, activo entre 1883 y 1892. Es precisamente aquí donde a finales del XIX actuaba Yvette Guilbert, cuya interpretación de la canción «Madame Arthur» de Charles-Paul de Kock —que adquirió popularidad en los años 20— dio nombre al lugar tras su reforma y reinauguración en 1946. Entre las primeras artistas en incorporarse al espectáculo a mediados del XX se encontraba la travesti Maslova, que realizó un show como bailarina de ballet durante treinta años; así como Coccinelle, conocida por ser la primera mujer transgénero en operarse en Francia en 1958. También pasó a formar parte del equipo Marie-Pierre Pruvot, más conocida como «Bambi», que llevaría un espectáculo inspirado en los music-hall de Hollywood entre sus actuaciones; así como Yeda Brown, quien lo integró a principios de los años 70. Desde 2015, figuras como Soa de Muse, La Briochée y Juriji der Klee se han a sumado a las artistas del Madame Arthur.
En sus comienzos, el local —inicialmente regido por Madame Germaine— realizaba el espectáculo desde las 11 de la noche hasta las 5 de la madrugada. Como parte del mismo, se cantaban populares canciones francesas de artistas como Zizi Jeanmaire o la propia Yvette Guilbert. Durante la pandemia de COVID-19, las actuaciones se realizaron en línea.
El cabaret fue cerrado y reabierto en varias ocasiones: en 2001, bajo la dirección de Jérôme Marin (conocido como «Monsieur K»), y por última ocasión en 2015, bajo la empresa del Divan du Monde, que había comprado el local en 2012.
Durante su trayectoria, además de un lugar de espectáculos, la institución se ha constituido como un refugio para personas de la comunidad LGBT en París.